# I Need a Girl
I Need a Girl è un brano musicale del cantante statunitense Trey Songz pubblicato il 14 aprile del 2009 come singolo d'anticipazione estratto dall'album Ready. Il brano ha ricevuto una buona ricezione dalla maggior parte della critica, che lo ha notato come uno dei brani migliori dell'album.
Il brano ha raggiunto un moderato successo in patria, raggiungendo la posizione 59 nella Billboard Hot 100 e la sesta posizione della Hot R&B/Hip-Hop Songs.

## Composizione e testo
Il brano è una mid-tempo R&B, con una produzione pesantemente influenzata dal pop, basata su una chitarra acustica. Il testo della canzone è basato sul concetto di trovare e soddisfare la donna giusta.
Nel brano in molti hanno trovato una forte ispirazione al gran successo del 2007 di Chris Brown, With You, anch'esso prodotto dagli Stargate.

## Critica
About.com ha descritto la canzone come "un dolce cliché", paragonandolo ad un altro singolo di Trey Songz, Can't Help but Wait,  dicendo che però ha un testo che sembra poco sincero considerando vari testi dell'album con argomento principale il sesso. Tiny Mix Tapes ha lodato la melodicità del brano, definendolo però troppo generico, definendolo un brano che assomiglia ai lavori di tutti gli altri cantanti R&B del periodo. AllMusic e PopMatters hanno definito I Need a Girl come il miglior brano in Ready.

## Video musicale
Il video musicale è stato diretto da Benny Boom, ed è stato girato a Malibù durante il weekend del 4 aprile del 2009, e l'8 aprile furono pubblicati scatti provenienti dal video musicale. Il videoclip fu pubblicato il 1º maggio del 2009.

### Sinossi
Nel video il cantante vede in diversi episodi, diverse donne lungo la spiaggia, con una gioca a pallavolo con loro, con un'altra passeggia lungo la costa, e con un'altra si rilassa su una moto parcheggiata, ma ogni ragazza alla fine scompare e si rivela solo un'illusione

## Classifiche
| Classifica (2009) | Posizione massima |
| ----------------- | ----------------- |
| Stati Uniti       | 59                |
| Stati Uniti (R&B) | 6                 |